# Čchung-čen
Císař Čchung-čen (čínsky pchin-jinem Chóngzhēn, znaky 崇禎; 6. února 1611 – 25. dubna 1644) vlastním jménem Ču Jou-ťien (čínsky pchin-jinem Zhū Yóujiǎn, znaky 朱由檢) z dynastie Ming vládl v letech 1627–1644 mingské Číně. Byl bratrem a nástupcem císaře Tchien-čchiho. Po převzetí vlády s novým rokem vyhlásil éru „Velikého štěstí“, Čchung-čen. Název éry je používán i jako jméno císaře.
Ču Jou-ťien se narodil jako pátý syn císaře Tchaj-čchanga. Vyrůstal v relativně pokojné atmosféře, neboť většina mladších synů císaře byla vynechána z nástupnických mocenských střetů, soustřeďujících se kolem nejstaršího Tchaj-čchangova syna Ču Jou-ťiaa, od roku 1620 císaře Tchien-čchiho. Tchien-čchi zemřel roku 1627 a tehdy sedmnáctiletý Ču Jou-ťien se stal císařem. Neprodleně po nástupu na trůn odstranil faktické vládce říše eunucha Wej Čung-siena a paní Kche (původně vychovatelka Tchien-čchiho).
Osobně stanul v čele vlády. Nicméně léta korupce a prázdná státní pokladna vedla k nemožnosti obsadit důležité vládní posty schopnými ministry. Čchung-čen měl sklony k podezřívavosti vůči neúspěšným podřízeným, popravil tak roku 1630 například slavného generála Jüan Čchung-chuana, který bránil severozápadní hranici proti Mandžuům.
Kolaps mingské Číny se v letech vlády Čchung-čena značně urychlil. Propukla lidová povstání a vojska vzbouřenců se pohybovala po celé severní Číně. V čele povstalců stáli Čang Sien-čung a významnější Li C'-čcheng. Přetížené mingské armády už nebyly schopné obnovit pořádek ve vnitrozemí a současně odvrátit mandžuskou hrozbu na severu.
V dubnu 1644 se Li připravil na dobytí Pekingu. Než aby připustil zajetí a pravděpodobnou popravu, Čchung-čen shromáždil členy císařského domu, kromě svých synů, a přikázal jim spáchat sebevraždu; zemřeli všichni, s výjimkou nesouhlasící princezny Ču Mej-čchu. Poté se císař oběsil v parku u svého paláce.

## Císařovny, potomci
Císař Čchung-čen měl celou řadu manželek, v jejich čele stála císařovna Čuang-lie-min (莊烈愍皇后, Čuang-lie-min chuang-chou; † 1644), příjmením Čou (周), matka Ču Cch'-langa, Ču Cch'-süana, Ču Cch'-ťiunga a princezny Kchun-i.
| Příjmení (titul) matky      | #  | Jméno                  | Narození – úmrtí       | Posmrtné jméno  | Titul                          | Udělení titulu |
| --------------------------- | -- | ---------------------- | ---------------------- | --------------- | ------------------------------ | -------------- |
| ∞ císařovna Čuang-lie-min   | 1. | Ču Cch'-lang (朱慈烺)  | 1629–1644              | Sien-min (獻愍) | korunní princ (tchaj-c', 太子) | 1630           |
| ∞ císařovna Čuang-lie-min   | 2. | Ču Cch'-süan (朱慈烜)  | 1630–1630              | Jin (隱)        | kníže z Chuaj (懷王)           |                |
| ∞ císařovna Čuang-lie-min   | 3. | Ču Cch'-ťiung (朱慈炯) | 1631–asi 1644          | Aj (哀思)       | kníže z Ting (定王)            | 1643           |
| ∞ Tchien (Kung-šu kuej-fej) | 4. | Ču Cch'-čao (朱慈炤)   | ?–asi 1644             | Tao (悼)        | kníže z Jung (永王)            | 1642           |
| ∞ Tchien (Kung-šu kuej-fej) | 5. | Ču Cch'-chuan (朱慈煥) | 1633–1708              | Ling (靈)       | kníže z Tao (悼王)             |                |
| ∞ Tchien (Kung-šu kuej-fej) | 6. | Ču Cch'-cchan (朱慈燦) | 1637–1639              | Chuaj (懷)      | kníže z Tao (悼王)             |                |
| ∞ Tchien (Kung-šu kuej-fej) | 7. |                        | zemřel ve třech letech | Liang (良)      | kníže z Tao (悼王)             |                |

Knížata byla po smrti připomínána posmrtným jménem a titulem, například „kníže Liang z Tao“ (悼良王, Tao-liang-wang).
| Příjmení (titul) matky    | #  | Titul                              | Jméno                 | Narození – úmrtí | Sňatek | Manžel          |
| ------------------------- | -- | ---------------------------------- | --------------------- | ---------------- | ------ | --------------- |
| ∞ císařovna Čuang-lie-min | 1. | princezna Kchun-i (坤儀公主)       |                       | 1630–?           |        |                 |
| ∞ Wang (Šun-fej)          | 2. | princezna Čchang-pching (長平公主) | Ču Mej-cchuo (朱媺娖) | 1629–1646        | 1645   | Čou Sien (周顯) |
| ∞ Jüan (Jüan kuej-fej)    | 3. | princezna Čao-žen (昭仁公主)       |                       | 1639–1644        |        |                 |